# 등쪽기둥–안쪽섬유띠 경로
등쪽기둥–안쪽섬유띠 경로 (dorsal column–medial lemniscus pathway, DCML) 또는 후주–내측모대 경로 (posterior column-medial lemniscus pathway, PCML)는 피부와 관절에서 미세한 촉각(fine touch), 진동, 두 점 식별(two-point discrimination) 및 고유 수용 감각(신체 위치)을 전달하는 중추신경계의 감각 경로이다. 이는 신체에서 뇌 두정엽의 중심뒤이랑(postcentral gyrus)에 있는 일차 체성감각 피질로 정보를 전달한다. 이 경로는 몸 전체의 감각 수용체로부터 정보를 받아 이를 척수 등쪽 기둥의 백질에 있는 신경로에서 숨뇌로 전달하고, 그곳에서 안쪽섬유띠에서 계속되어 시상으로 전달되고, 속섬유막(internal capsule)을 통해 체성 감각 피질로 전달된다. 등쪽기둥–안쪽섬유띠라는 이름은 감각 정보를 전달하는 두 가지 구조, 즉 척수의 등쪽기둥과 뇌줄기의 안쪽섬유띠에서 유래되었다.
경로에 관여하는 뉴런에는 1차 뉴런, 2차 뉴런, 3차 뉴런의 세 가지 그룹이 있다. 1차 뉴런은 등쪽뿌리신경절(dorsal root ganglia)에 위치한 감각 뉴런으로, 구심성 섬유를 두 개의 등쪽 기둥{널판다발(gracile fasciculus) 또는 널판로(gracile tract), 그리고 쐐기다발(cuneate fasciculus) 또는 쐐기로(cuneate tract)}을 통해 보낸다. 1차 축삭돌기는 숨뇌 하부에 있는 등쪽기둥핵(dorsal column nuclei. 널판핵(gracile nucleus)과 쐐기핵(cuneate nucleus))의 2차 뉴런과 접촉한다. 2차 뉴런은 축삭을 시상으로 보낸다. 3차 뉴런은 시상의 복부핵군(ventral nuclear group)에 있고 이들로부터 나온 섬유는 중심뒤이랑으로 올라간다.
신체 상반신의 감각 정보는 척수의 경추 높이에서 수신되어 쐐기다발로 전달되고, 신체 하반신의 정보는 요추 높이에서 수신되어 널판다발로 전달된다. 널판로는 좀 더 바깥쪽인 쐐기로의 안쪽에 있다.
널판핵과 쐐기핵의 2차 뉴런의 축삭돌기는 속활꼴섬유(internal arcuate fiber)로 알려져 있으며, 이들이 정중선을 가로지르면 숨뇌의 감각 교차(sensory decussation)에서 시상과 연결되는 안쪽섬유띠를 형성한다. 축삭은 배쪽핵군(ventral nuclear group)의 뉴런에 시냅스를 형성한 후 두정엽의 중심뒤이랑으로 축삭을 보낸다. DCML 경로의 모든 축삭은 빠른 전도성을 지닌, 큰 수초 섬유이다.

## 같이 보기
- 알파 운동 뉴런
- 감각신경계
- 브라운 세카르 증후군
- 피질척수로
- 척수시상로
- 섬유단 (funiculus)

- 앞섬유단 (anterior funiculus, 전삭)
- 가쪽섬유단 (lateral funiculus, 측삭)
- 분리섬유단 (funiculus separans, 분리삭)

- 미주신경삼각 (vagal trigone)
- 신경다발 (nerve fascicle, 신경속)
- 마름오목 (rhomboid fossa, 능형와)